# Euastrum
Euastrum ist eine vorwiegend in Moorgewässern vorkommende Gattung der Zieralgen (Desmidiales) mit über 40 Arten.

## Merkmale
Euastrum sind einzellige, unbegeißelte Grünalgen. Die Zellen sind abgeflacht, eine zentrale Einschnürung, der Sinus, teilt die Zelle in zwei symmetrische Hälften. Der Umriss einer Halbzelle ist in Aufsicht stumpf pyramidenförmig, rechteckig oder elliptisch. Der Seitenrand ist wellig gelappt. Die Oberfläche der Zellen kann ebenfalls wellig oder höckrig sein. An der Spitze der Halbzellen sitzt meist eine breite bis spaltförmige Vertiefung. Auf der Zellwand können Poren, Warzen und kurze Stacheln sitzen. In jeder Halbzelle befindet sich ein gelappter Chloroplast mit einem oder mehreren Pyrenoiden.
Die ungeschlechtliche Fortpflanzung erfolgt durch die für Zieralgen typische Art. Die geschlechtliche Fortpflanzung erfolgt durch Konjugation: Zwei benachbarte Zellen entlassen ihre Protoplasten als Gameten, die zu einer kugeligen Zygote verschmelzen. Die leeren Zellhälften bleiben an der Zygote hängen.
Die Zellen sind je nach Art 15 bis 200 Mikrometer lang.

## Vorkommen
Einige Arten sind kosmopolitisch verbreitet. Die meisten Arten leben in Moorgewässern.

## Systematik
Die Arten der Gattung können nicht immer sicher von der Gattung Cosmarium und Micrasterias unterschieden werden, die Zuordnung zu einer der drei Gattungen ist teilweise willkürlich.
Einige auch in Mitteleuropa vertretene Arten sind:
- Euastrum ansatum
- Euastrum binale
- Euastrum crassum
- Euastrum denticulatum
- Euastrum didelta
- Euastrum divariatum
- Euastrum elegans
- Euastrum germanicum
- Euastrum humerosum
- Euastrum insigne
- Euastrum intermedium
- Euastrum oblongum
- Euastrum verrucosum

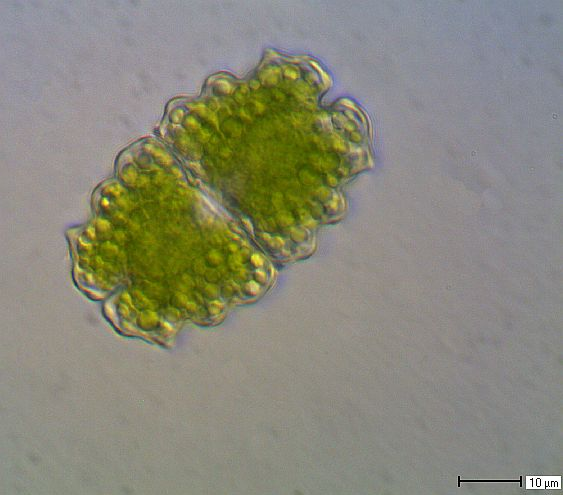
Euastrum bidentatum (52x30 µm)

## Belege
- Karl-Heinz Linne von Berg, Michael Melkonian u. a.: Der Kosmos-Algenführer. Die wichtigsten Süßwasseralgen im Mikroskop. Kosmos, Stuttgart 2004, ISBN 3-440-09719-6, S. 122.